# Ghana Communication Technology University

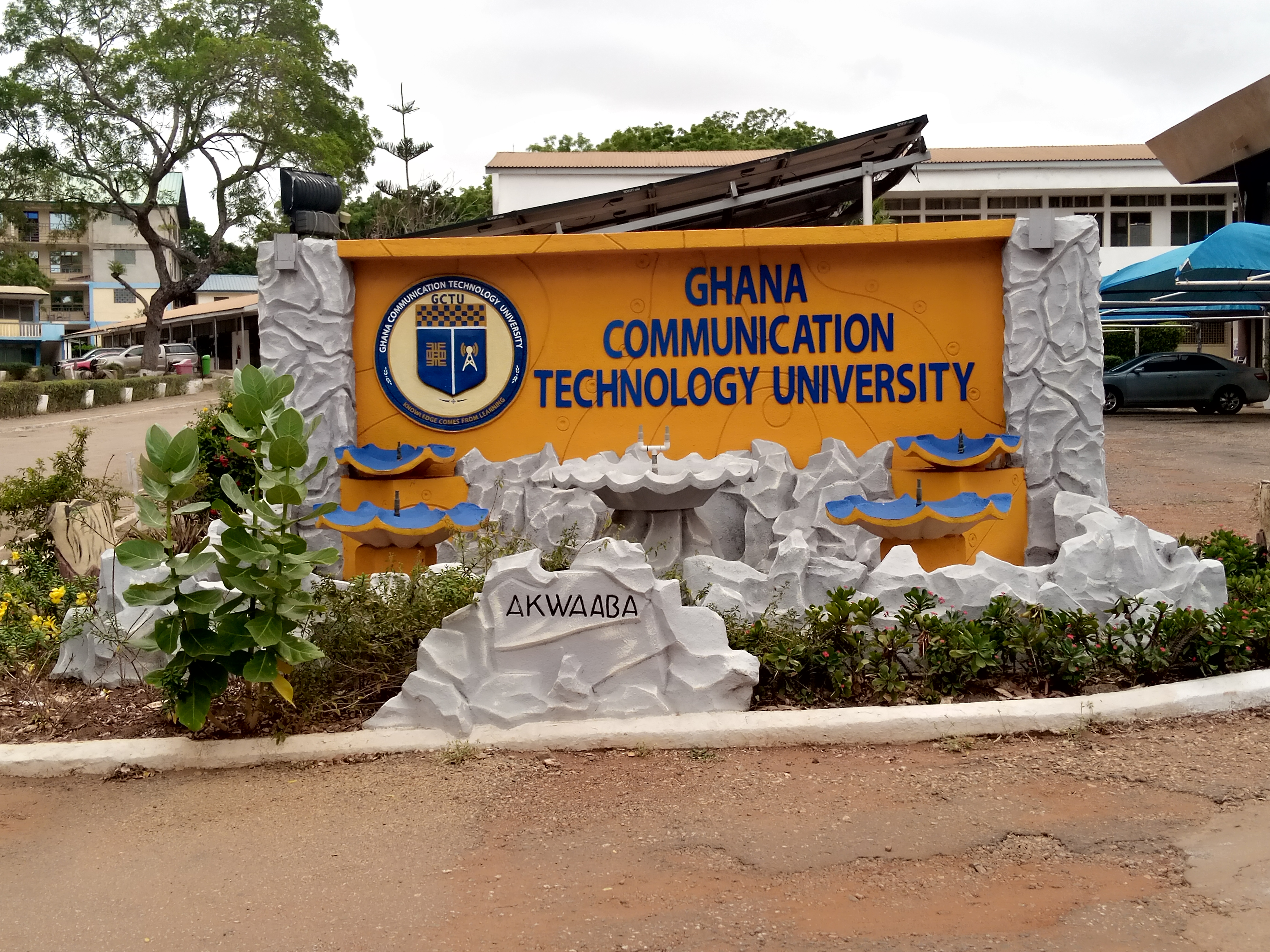
Einfahrt (2021)

Die Ghana Communication Technology University (GCTU), ehemals Ghana Technology University College (GTUC), in Tesano, Accra ist eine private Universität in Ghana. Sie ist an der Straße nach Kumasi etwa sechs Kilometer vom Zentrum Accras entfernt gelegen.
Die Hochschule wurde 2006 vom National Accreditation Board unter dem Namen Ghana Telecom University College als Universität zugelassen. Die offizielle Eröffnungsfeier fand am 15. August 2006 unter Teilnahme von Präsident John Agyekum Kufuor statt.
Hier können seit September 2006 Bachelor-Abschlüsse als Telekommunikationsingenieur und in Informationstechnologie abgelegt werden. Ferner kann ein Master in Informations- und Kommunikationstechnologie erworben werden.
Die Universität hat Fakultäten für Informatik, Ingenieurwesen und IT Wirtschaft und bietet verschiedene akkreditiert Studiengänge an.
Die GTUC hat ca. 4.000 Studenten.